# Genting Pulur
Genting Pulur is een bestuurslaag in het regentschap Kepulauan Anambas van de provincie Riau-archipel, Indonesië. Genting Pulur telt 298 inwoners (volkstelling 2010).